# Minerva (Jan Havermans)
Minerva is een kunstwerk in Amsterdam-Zuid, vervaardigd tussen 1929 en 1931 door Jan Havermans.

## Achtergrond
Jan Havermans gaf met het beeld zijn visie weer van Minerva, godin van het verstand, de vindingrijkheid, de menselijke geest en de wijsheid. Havermans maakte het beeld voor het August Allebéplein”, toen een plein op de kruising van Apollolaan en Minervalaan. Aan deze kruising zou volgens het Plan-Zuid van Hendrik Petrus Berlage een kunstacademie komen. Die kunstacademie kwam er niet, wel het Hilton Amsterdam Hotel van Huig Maaskant, dat van 1959 tot 1962 gebouwd werd. Bij oplevering van het hotel werd het in de tuin rondom genoemd hotel geplaatst. 
In 1985 verdween het beeld van haar sokkel. Het dook in 2007 weer op in de collectie van een kunstverzamelaar, die niet meteen doorhad dat het om geroofde kunst ging. Hij vertrouwde de transactie niet en schakelde een onderzoeksbureau en de politie in. Toen bleek dat het inderdaad om geroofde kunst ging, nam de verzamelaar afscheid van het beeld. Hij schonk het beeld aan ArtZuid, een tweejaarlijkse kunsttentoonstelling in de open lucht. Cyntha van Heeswijk-Veeger, directeur, leende het eerst voor een korte periode uit aan de expositie Roofgoed, kunstdiefstal in Nederland van het Westfries Museum, maar in oktober 2017 werd het beeld "teruggeplaatst" maar dan in het perk, dat midden op de genoemde kruising ligt. Bij de 2019-versie van ArtZuid kreeg het volgnummer 31 mee.
Journalist Paul Arnoldussen omschreef het als "Ze is een beetje met haar gewaad in de weer". Minerva wordt in de loop der jaren door oxidatie steeds groener.